# شينيتشي شودو
شينيتشي شودو (باليابانية: 首藤 慎一) (مواليد 8 يونيو 1983)، هو لاعب كرة قدم ياباني معتزل.

## وصلات خارجية
- شينيتشي شودو على موقع Soccerway.com (الإنجليزية)
- شينيتشي شودو على موقع عالم كرة القدم.نت (الإنجليزية)